# Steve Irwin
Stephen Robert Irwin, conhecido como O Caçador de Crocodilos, ou apenas Steve Irwin (Essendon, 22 de fevereiro de 1962 — Port Douglas, 4 de setembro de 2006), foi um naturalista australiano especialista em animais selvagens e celebridade televisiva. Ele adquiriu fama mundial através de seu programa O Caçador de Crocodilos (1996–2007), co-estrelado por sua esposa, Terri Irwin. Com ela, ele também foi co-proprietário de um zoológico na Austrália fundado por seus pais. Morreu em 2006, aos 44 anos, após ser atingido fatalmente por um ferrão de raia no coração.

## Começo da vida
Irwin nasceu no dia de aniversário de sua mãe, filho de Lyn e Bob Irwin, em Essendon, no subúrbio de Melbourne, no estado de Victoria. Ele é descendente de irlandeses pelo lado do pai. Se mudou com os pais para Queensland em 1970, onde ele estudou na Landsborough State School e na Caloundra State High School. Irwin descreveu seu pai como um especialista em vida selvagem interessado em herpetologia, enquanto sua mãe era uma reabilitadora de vida selvagem. Após se mudarem para Queensland, Bob e Lyn Irwin abriram um pequeno parque ecológico, onde Steve cresceria ao lado de crocodilos e outros répteis.
Irwin foi se tornando mais envolvido com o parque dos pais, tomando parte na alimentação dos animais, além do cuidado e atividades de manutenção. No seu aniversário de seis anos, e recebeu uma pitão de 4 m. Steve começou a lidar com crocodilos aos nove anos após seu pai lhe ensinar a respeito de répteis desde muito cedo. Ainda aos nove anos, ele manuseou seu primeiro crocodilo, novamente sob a supervisão do pai. Ele trabalhou com o programa de cuidados com crocodilos da costa leste de Queensland e lidou com mais de cem desses animais, com alguns sendo deslocados para outros lugares e outros sendo levados para o parque da família. Irwin assumiu a administração do parque em 1991 e o renomeou Australia Zoo em 1998.

## Carreira

### Casamento e família

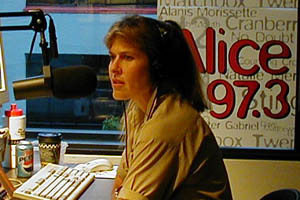
Terri Raines, a viúva de Irwin, sua companheira por quase duas décadas.

Em 1991, Irwin conheceu Terri Raines, uma naturalista americana de Eugene, Oregon, que estava visitando uma instalação de reabilitação de vida selvagem na Austrália e decidiu visitar o zoológico. De acordo com o casal, foi "amor a primeira vista". Terri afirmou na época: "Eu pensei que não havia ninguém assim em qualquer lugar do mundo. Ele parecia um Tarzan ambientalista, um super-herói maior que a vida." Eles noivaram quatro meses depois e se casaram em 4 de junho de 1992 nos Estados Unidos. Eles uma filha, Bindi Sue Irwin (nascida em 24 de julho de 1998), e um filho, Robert Clarence Irwin (nascido em 1 de dezembro de 2003). Bindi Sue tem esse nome como junção dos dois animais favoritos de Steve Irwin: Bindi, uma crocodilo-de-água-salgada, e Sui, um staffordshire bull terrier. Irwin era tão entusiasmado a respeito de sua família quanto a respeito de seu trabalho. Certa vez, ele descreveu sua filha Bindi como "a razão pelo qual estou na terra." Sua esposa também afirmou: "A única coisa que conseguia mante-lo longe dos animais que amava era as pessoas que ele amava mais ainda." Embora o casal Irwin fosse feliz, eles não utilizavam alianças de casamento; eles acreditavam que, dada a natureza de sua profissão, manusear animais com um bijuteria nos dedos poderia por um risco a vida das criaturas.

### O Caçador de Crocodilose outros trabalhos

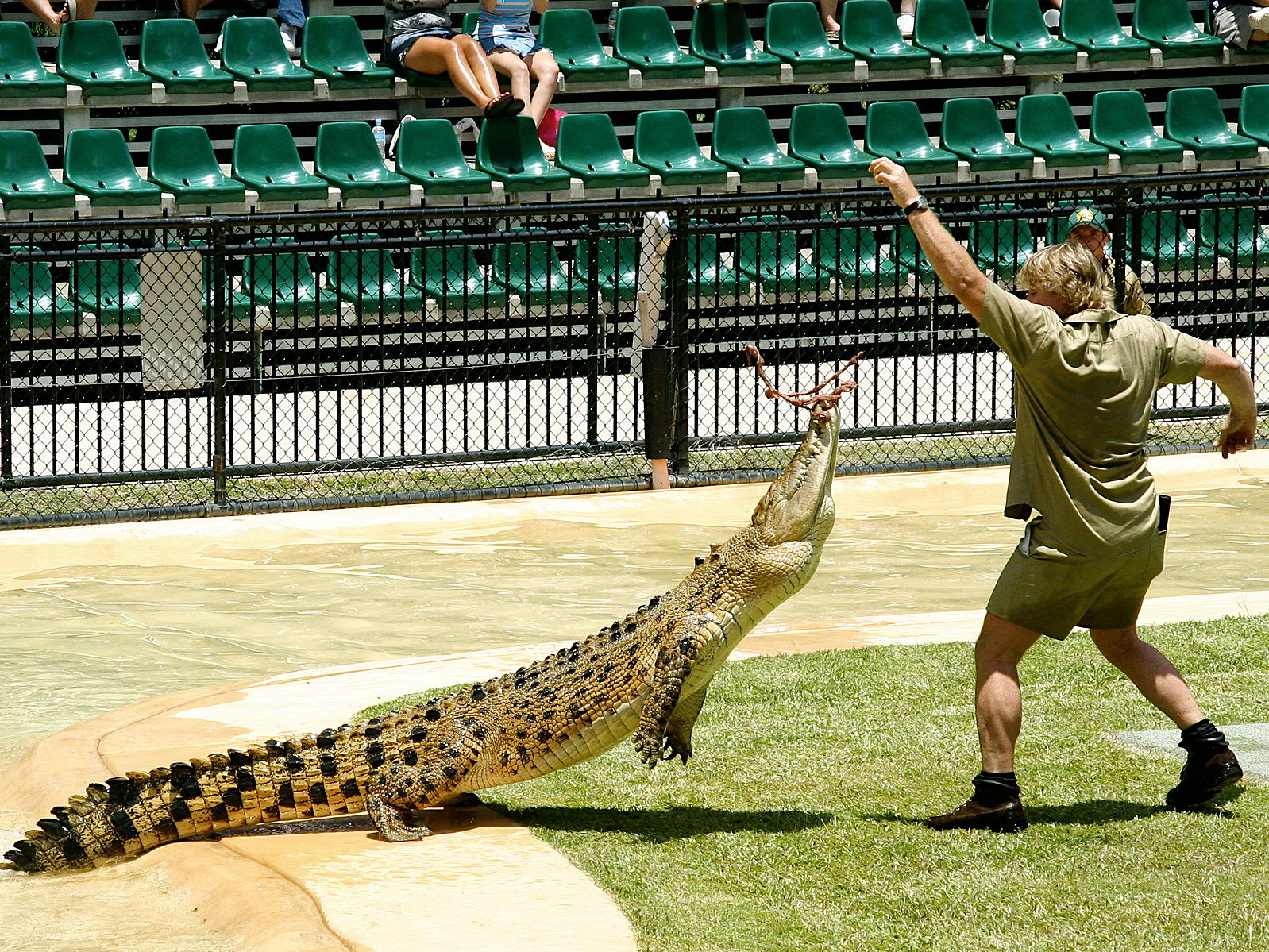
Steve Irwin alimentando um crocodilo.

Steve e Terri passaram sua lua de mel caçando crocodilos juntos. As imagens desse evento, filmadas por John Stainton, se tornaram o primeiro episódio da série The Crocodile Hunter ("O Caçador de Crocodilos"). A série estreou na televisão australiana em 1996 e nos Estados Unidos no ano seguinte. The Crocodile Hunter se tornou um sucesso na América do Norte e no Reino Unido também, e foi transmitido em mais de 130 países, alcançando cerca de 500 milhões de pessoas. O estilo de apresentação exuberante e entusiasmado de Irwin, junto com seu sotaque australiano, seus shorts caqui e suas frases de efeito se tornaram mundialmente conhecido. Sir David Attenborough elogiou Irwin por levar ao grande público o mundo natural, afirmando: "ele ensinou o quão maravilhoso e excitante isso é, com ele sendo um bom comunicador."

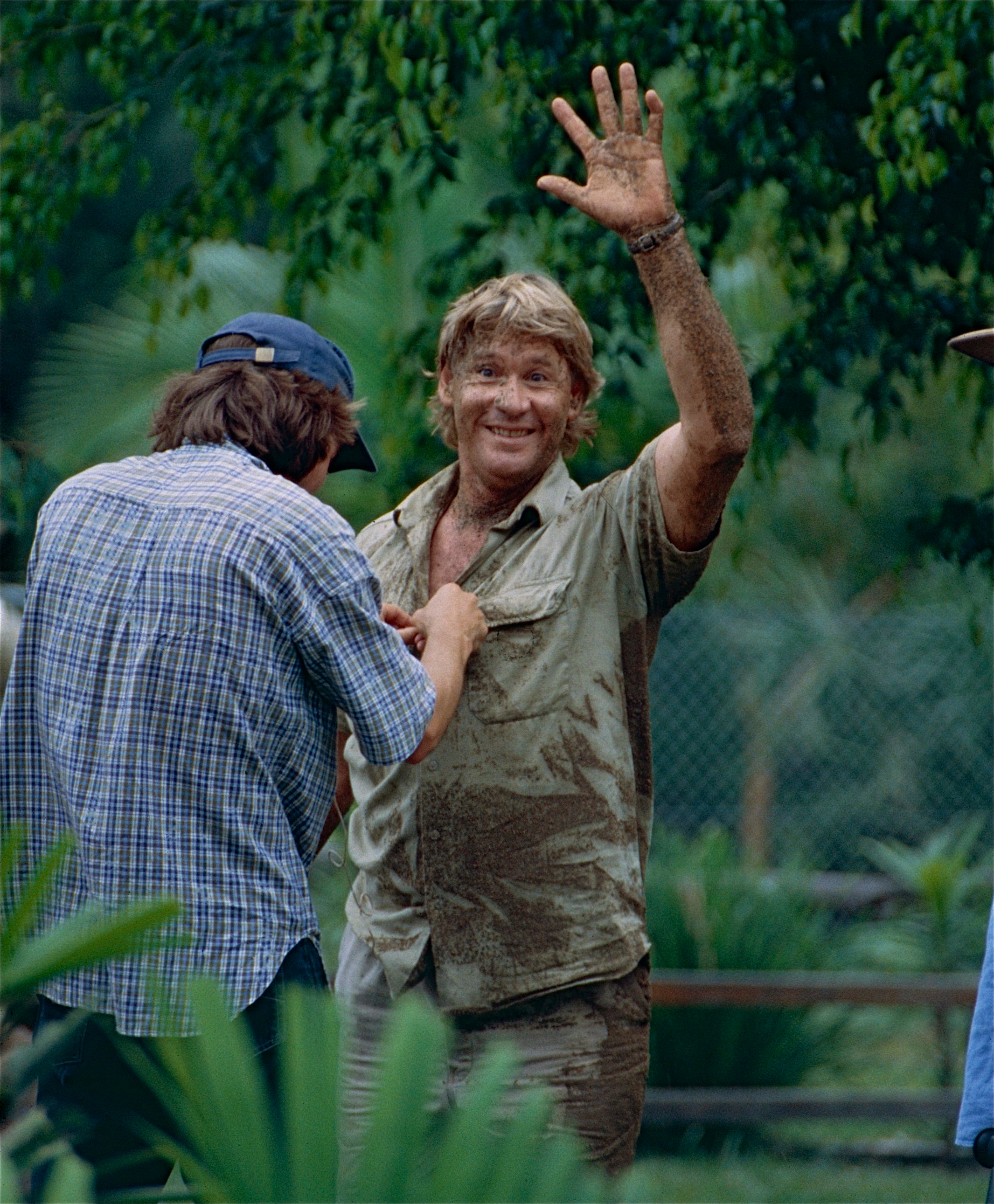
Irwin em 2000.

O canal Animal Planet encerrou a exibição de The Crocodile Hunter após cinco temporadas, com o último episódio sendo chamado "Steve's Last Adventure". Em um documentário para a série, que durou três horas, mostra imagens de Irwin pelo mundo em vários locais, como os Himalaias, o Rio Yangtzé, Bornéu e o Parque Nacional Kruger. Irwin estreou então outro programa no Animal Planet, incluindo Croc Files (que durou duas temporadas), The Crocodile Hunter Diaries (que durou três temporadas), e New Breed Vets. Durante uma entrevista em janeiro de 2006 no The Tonight Show with Jay Leno, Irwin anunciou que o canal Discovery Kids estaria desenvolvendo um programa exclusivo para sua filha Bindi – um plano que só se concretizou após sua morte (o show se chamou Bindi the Jungle Girl e durou duas temporadas).

### Mais projetos de filme e televisão
Em 1998, Irwin continuou trabalhando com o diretor Mark Strickson no lançamento de The Ten Deadliest Snakes in the World. Ele também aparecia em programas de televisão americanos, como o The Tonight Show with Jay Leno.
Irwin expandiu suas operações midiáticas para incluir seu zoológico, mais séries de televisão, uma fundação de conservação (a Wildlife Warriors) e o resgate internacional dos crocodilos. Junto com a expansão do seu próprio zoológico, Irwin tinha mencionado que queria abrir uma filial do seu zoológico em Las Vegas, Nevada e talvez em outros locais pelo mundo.
Em 2001, Irwin teve uma pequena participação no filme Dr. Dolittle 2, de Eddie Murphy, onde um jacaré avisava o rato Dolittle que ele sabia que Irwin iria pega-lo e estava preparado para revidar. O único filme em que Steve Irwin teve um papel de protagonista foi o longa The Crocodile Hunter: Collision Course, de 2002, que não foi tão bem recebido pela crítica. No filme, Irwin (que interpretou ele mesmo) se engana e acha que agentes da CIA são simples caçadores. Ele então tenta impedir que os agentes capturem um crocodilo que, desconhecido para ele, havia engolido um transmissor de rastreamento. O filme teve um orçamento de US$ 12 milhões de dólares e lucrou mais de US$ 33 milhões. Para promover o filme, Irwin participou de um pequeno curta da Animax Entertainment para a Intermix.
Steve fez vários comerciais, incluindo um para a FedEx em 2000, onde manuseava uma cobra venenosa. Em 2003, Irwin participou de uma campanha para The Ghan (uma rede de trens australiana). Já a empresa Pacific National deu a uma de suas locomotivas o nome Steve Irwin como parte de uma campanha publicitária.

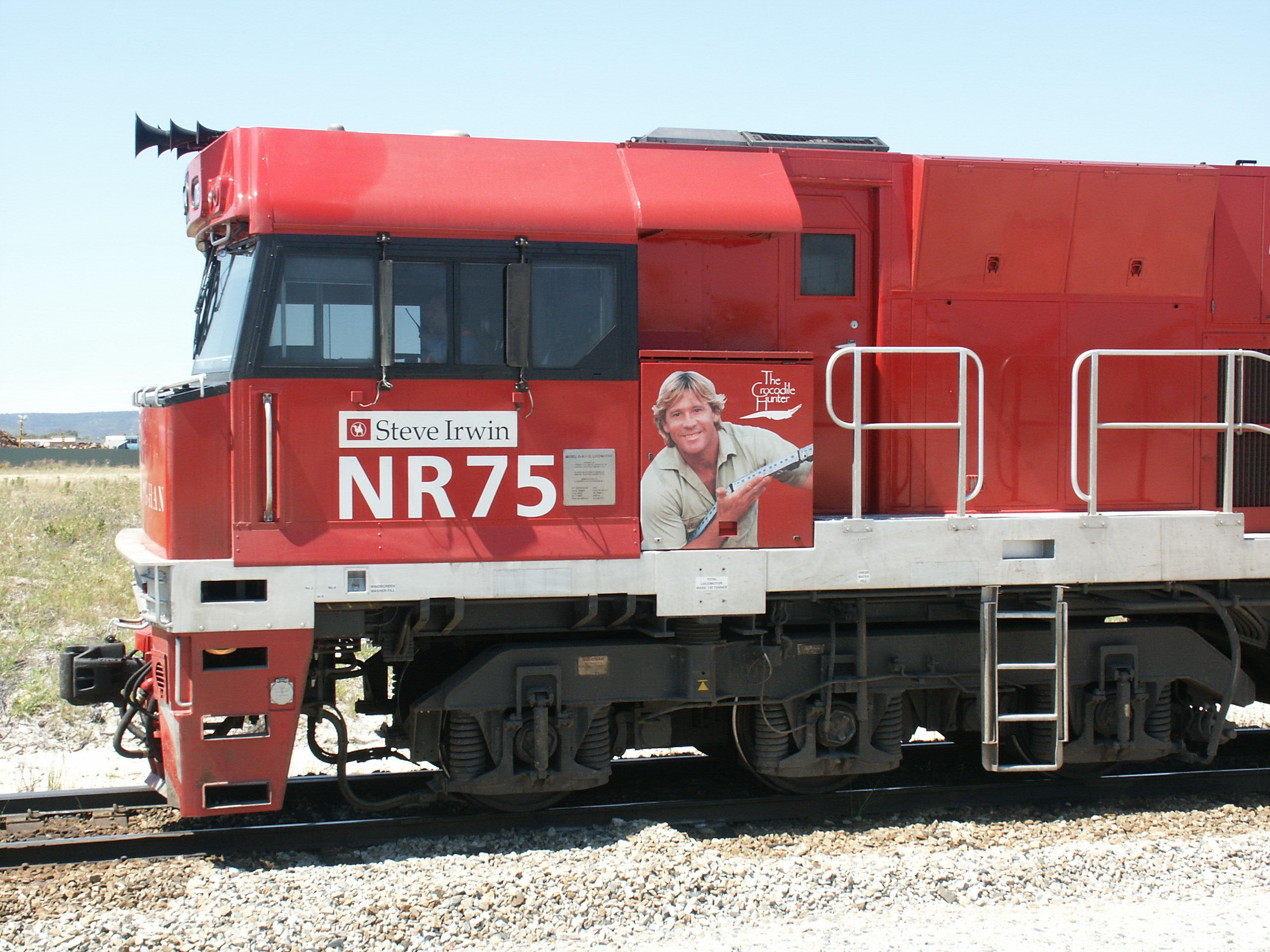
Uma locomotiva da Pacific National nomeada Steve Irwin.

Em 2005, Irwin deu sua voz a um personagem chamado Trev, um elefante-marinho-do-sul, no filme Happy Feet, de 2006. O longa foi dedicado a Irwin, já que ele morreu na fase de pós-produção. Outra cena, previamente incompleta, mostrava Irwin dando sua voz a um personagem albatroz e, essencialmente, interpretava ele mesmo. A cena foi lançada em DVD.

## Morte
Em 4 de setembro de 2006, Irwin estava na Grande Barreira de Coral, em Port Douglas, na costa norte de Queensland, tomando parte das filmagens de um documentário chamado Ocean's Deadliest ("Os Mais Mortíferos do Oceano"). Durante um período de calma nas filmagens causado pelo mau tempo, Irwin decidiu nadar um pouco nas águas rasas enquanto era filmado para gravar umas sequências para o programa de televisão de sua filha, que deveria estrear no ano seguinte.
Enquanto nadava com a água na altura do peito, Irwin se aproximou de uma raia de rabo curto (tipo Myliobatiformes), com um espaço de dois metros (6,5 pés) da traseira do animal, com o objetivo de filmar a raia se afastando.
De acordo com a única testemunha do incidente, “de repente [a raia] se apoiou na sua própria frente e começou a golpear descontroladamente com a cauda. Foram centenas de ataques em apenas alguns segundos”. Irwin achou inicialmente que ele tinha apenas perfurado seu pulmão. Contudo, o ferimento da farpa da raia (que era venenosa) havia perfurado seu coração, o que faria Steve sangrar até à morte. O comportamento da arraia parecia ter sido de autodefesa, com o animal acreditando que estava sendo encurralado. Irwin rapidamente entrou em choque e sofreu uma parada cardiorrespiratória. Levado ao barco, sua equipe tentou reanimá-lo e rapidamente o levaram para a Ilha Low, onde a pequena equipe médica local o declarou morto.
A morte de Irwin é creditada como a única fatalidade sofrida de um ataque de arraia capturado em vídeo.
As imagens do incidente foram vistos pela polícia estadual de Queensland durante sua investigação. Logo em seguida, todas as cópias do vídeo foram destruídas a pedido da família. As produções de Ocean's Deadliest continuaram, que foi transmitida nos Estados Unidos pelo Discovery Channel em 21 de janeiro de 2007. O documentário não fez menção a morte de Irwin.

### Reações
A notícia da morte de Steve Irwin gerou reações imediatas em todo o mundo. O então primeiro-ministro, John Howard, expressou "choque e angústia" a respeito de sua morte, afirmando que "a Austrália perdeu um filho maravilhoso e animado." O Premier de Queensland, Peter Beattie, afirmou que Irwin "seria lembrado não apenas como o maior nativo de Queensland, mas o maior australiano". O Parlamento Federal abriu em 5 de setembro de 2006 com discursos de condolências pelo primeiro-ministro Howard e Kim Beazley, o então líder da oposição. Bandeiras do país em Sydney Harbour Bridge foram baixadas a meio-mastro para honrar Irwin. Nos dias posteriores, os noticiários australianos cobriram incessantemente a morte de Irwin, com reações vindas de diversas fontes, online, nas rádios e redes de televisão. Nos Estados Unidos, onde Irwin tinha aparecido em mais de 200 programas televisivos, canais como Animal Planet, CNN e programas de auditório prestaram tributos a ele. Milhares de fãs compareceram ao zoológico de Irwin para prestar homenagens, trazendo flores, velas, animais empalhados e mensagens de apoio. Philippe Cousteau Jr., o neto de Jacques Cousteau e sobrinho de Jean-Michel, chamou Irwin de "um indivíduo memorável".
Nas semanas seguintes a sua morte, ao menos dez cadáveres de arrais foram encontrados mutiladas em praias de Queensland, com seus rabos removidos, levando a especulações de que essas mortes poderiam ter sido causadas por fãs de Steve Irwin como ato de vingança, embora, de acordo com o presidente do serviço de informação de pesca de Queensland, pescadores regularmente tiram os rabos das arraias que pegam para evitar serem picados. Michael Hornby, um amigo de Irwin e o produtor executivo do fundo Wildlife Warrior, condenou qualquer tipo de ato de vingança contra os animais, afirmando que isto era "a última coisa que Steve iria querer."

### Funeral

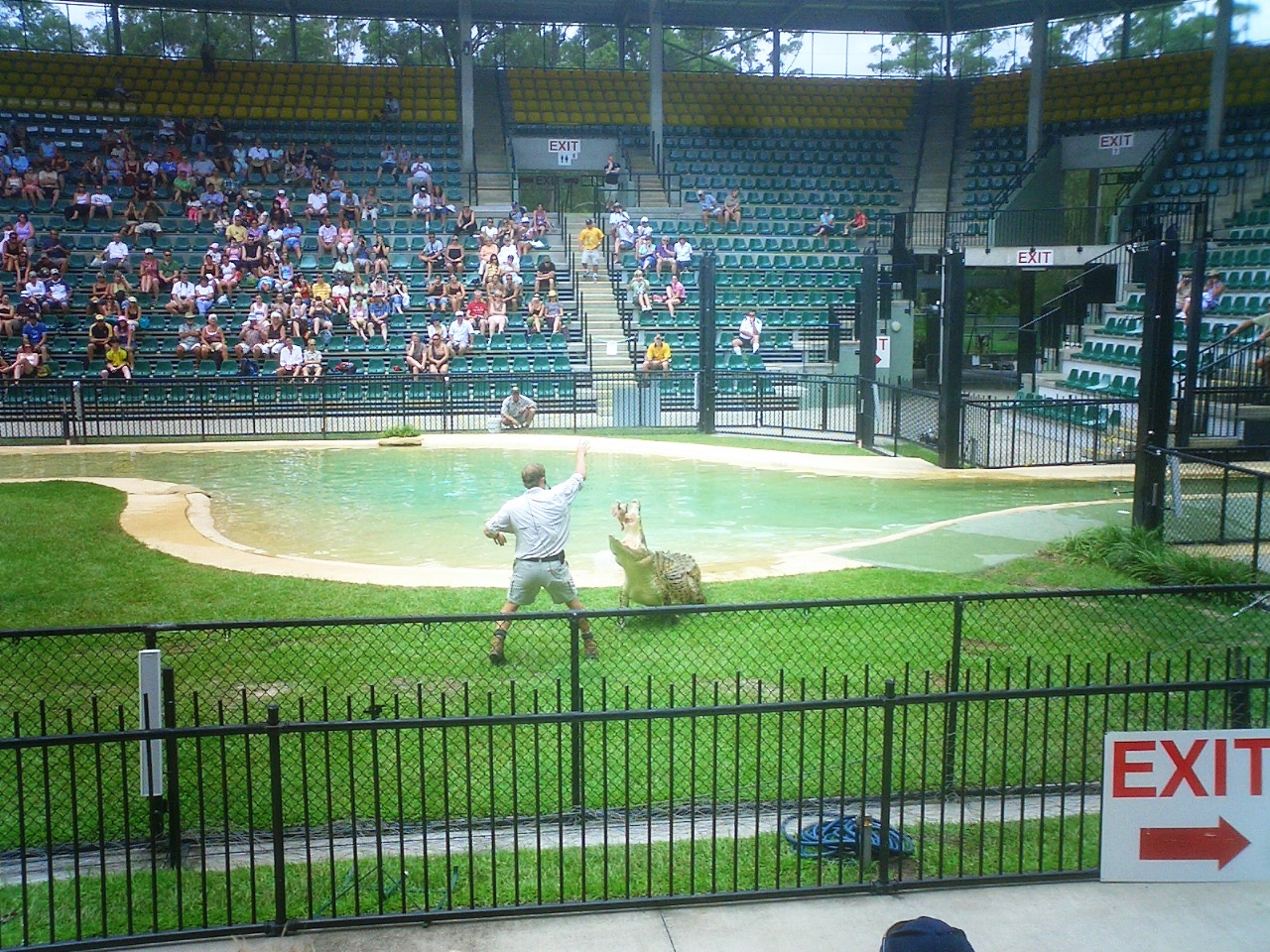
O "Crocoseum" no Australia Zoo ("Zoológico Austrália"), onde o serviço funerário de Steve Irwin foi conduzido.

Um serviço funerário privado, apenas para família e amigos próximos, aconteceu em Caloundra (próximo de Brisbane) em 9 de setembro de 2006. Irwin foi enterrado numa pequena cerimônia no Australia Zoo no mesmo dia; seu túmulo não é acessível aos visitantes do zoológico. O primeiro-ministro John Howard e o Premier Peter Beattie, ofereceram um funeral de estado, mas a família Irwin julgou isso como inapropriado e — nas palavras do seu pai — Steve preferiria ter sido lembrado como um "cara normal".
Em 20 de setembro, um funeral público, apresentado por Russell Crowe, aconteceu no Australia Zoo, na seção Crocoseum (que tinha 5 500 assentos); o funeral foi transmitido ao vivo pela televisão, na Austrália, Estados Unidos, Reino Unido e grandes partes da Ásia, atraindo a audiência de 300 milhões de pessoas. A cerimônia contou com a participação do primeiro-ministro Howard, do pai de Irwin, Bob, da filha Bindi, seus associados Wes Mannion e John Stainton, e celebridades australianas e de outros países. Anthony Field, da banda The Wiggles, foi um dos anfitriões, muitas vezes compartilhando a tela com vários animais, como coalas e elefantes. O músico australiano John Williamson cantou a canção "True Blue", que era a música favorita de Steve Irwin.